# JCBクラシック
JCBクラシックは、かつて仙台放送主催、ジェーシービーの特別協賛により毎年6月初旬に宮城県で開催されていた日本ゴルフツアー機構公認の男子プロゴルフツアーの大会。2007年（平成19年）シーズンをもって男子ツアー日程から外れ、大会も閉じられた。2007年（平成19年）大会の賞金総額は1億円、優勝賞金は2000万円だった。

## 歴史
1972年（昭和47年）に東北で初めて、かつサーキット大会（メジャータイトルなど）を除けば唯一の東北地方でのプロゴルフツアー大会として「仙台放送杯・東北クラシック」という名称でスタートした。会場は、宮城県宮城郡宮城町（現 : 仙台市青葉区）の西仙台カントリークラブで、その後、1988年（昭和63年）に柴田郡柴田町の表蔵王国際ゴルフクラブに会場を移し、その年より「仙台放送クラシック」、1990年（平成2年）より「JCBクラシック仙台」と名称が変更された。2007年（平成19年）には「JCBクラシック」の名称となり、黒川郡大衡村の花の杜ゴルフクラブ（アコーディア・ゴルフ系）において開催された。
しかし、2007年（平成19年）12月、日本ゴルフツアー機構が2008年（平成20年）のツアー日程を発表したが、その中にこの大会の名前はなく打ち切りが発表された。仙台放送広報室によると特別協賛のJCBから打ち切りが申しだされ、新たな協賛企業を模索したが手を上げる企業がなかった。男子ツアーの視聴率の低下も影響した。東北唯一の男子大会が終了となり初夏の風物詩が一つ消えたが、2014年（平成26年）より福島県を舞台としたダンロップ・スリクソン福島オープンが開催されることになり、東北地方での男子ツアーが復活した。
大会が開かれる時期の宮城県は、日照時間も長く最も過ごし易い初夏にあたるが、朝夕が涼しく、時に海からの冷たい北東風「やませ」が入り込んで日中の気温が平年値より大きく下がる日もある。2006年（平成18年）まで大会が開かれた柴田町の丘陵地にある表蔵王国際ゴルフクラブでは、さらに残雪が覆う奥羽山脈からの吹き降ろしの風が吹く年もあるため、既に夏日が続いている東京方面からの出場者には体調管理が難しい大会でもあった。

## 歴代優勝者
●仙台放送杯・東北クラシック
- 1972年　村上隆
- 1973年　尾崎将司
- 1974年　尾崎将司
- 1975年　尾崎将司
- 1976年　安田春雄
- 1977年　青木功
- 1978年　安田春雄
- 1979年　中村通
- 1980年　安田春雄
- 1981年　杉原輝雄
- 1982年　前田新作
- 1983年　羽川豊
- 1984年　井上幸一
- 1985年　デビッド・イシイ
- 1986年　杉原輝雄
- 1987年　金井清一

●仙台放送クラシック
- 1988年　倉本昌弘
- 1989年　尾崎将司

●JCBクラシック仙台
- 1990年　ロジャー・マッカイ
- 1991年　上野忠美
- 1992年　ロジャー・マッカイ
- 1993年　水巻善典
- 1994年　倉本昌弘
- 1995年　川岸良兼
- 1996年　尾崎将司
- 1997年　佐藤信人
- 1998年　水巻善典
- 1999年　片山晋呉
- 2000年　佐藤信人
- 2001年　小達敏昭
- 2002年　鈴木亨
- 2003年　友利勝良
- 2004年　神山隆志
- 2005年　S・K・ホ
- 2006年　谷原秀人

●JCBクラシック
- 2007年　近藤智弘

## 放送
仙台放送の制作で最終日のみフジテレビ系列（ただしクロスネット局のテレビ大分とテレビ宮崎を除く）に全国放送されていた。予選ラウンドは当日の夕方に1時間枠で放送し（2006年より2日目からの放送）、決勝ラウンドは土曜日が宮城県のみ13時00分から15時55分（天気予報など数分間の中断）で生中継された。中断後の放送は東海テレビで同時ネット、フジテレビで当日深夜に放送される。最終日は16時05分から17時45分の放送で、本来17時30分から放送されるニュースは短縮版で放送された。
仙台放送主催であるため、他の在仙台テレビ局での告知や大会の経過などが放送されることは基本的にないが、県内で女子プロゴルツアーの大会を主催するミヤギテレビのローカルニュースのスポーツコーナーでは、大会ロゴマークを使用して試合の映像を放送していた。
長年、仙台放送の浅見博幸が実況を担当していたが、後年は自身の担当番組異動により出演せず予選ラウンドは同局の下田恒幸（現フリー）、金澤聡が担当し、決勝ラウンドはゴルフキャスターの戸張捷が実況と解説を担当した。また、ラウンドリポーターは決勝ラウンドに入ると予選ラウンド実況者と系列局から1名が務め、過去には塩原恒夫、松井みどり、竹下陽平、加藤晃が担当した。また、現日経ラジオ社（ラジオNIKKEI）の小塚歩も同局所属時代にリポーターを担当した。
大会のテレビ放送権を持っていた仙台放送は、大会中継終了に伴い新たにバラエティ特番を制作し、毎年6月の大会放送時間帯（16時05分から17時20分）にフジテレビ系列で全国ネット放送している。放送の例として以下のようなものがあった。
- 2008年から2010年は『脳テレ〜あたまの取扱説明書（トリセツ）〜』を放送した。
- 2011年は10月23日の同時間帯に同番組を、2017年は7月2日の同時間帯に『どっち派ジャーニー』を放送した。
- 2018年から2023年は、地元宮城県出身のお笑いコンビ・サンドウィッチマンがメインを務めるロケ番組『終着駅からはじめちゃう?! 〜満腹&ハプニング!サンドが行くローカル線〜』を放送した[1][2]。
- 2024年は6月6日の同時間帯に、同局制作のローカルバラエティ番組『かのおが便利軒』[3]のスペシャル版を初めて全国ネット放送した[4]。翌年の2025年6月1日はその第二弾が放送予定。